# 헤더 번스
헤더 번스(Heather Burns, 1975년 4월 7일 ~ )는 미국의 배우이다.

## 출연 작품

### 영화
- 유브 갓 메일 (1998)
- 미스 에이전트 (2000) - 셰릴 / 미스 로드아일랜드 역
  - 미스 에이전트 2 (2005)
- 투 윅스 노티스 (2002)
- Brave New Jersey (2016)